# Miguel Ángel Rodríguez (attore)
Miguel Ángel Rodríguez (Buenos Aires, 10 novembre 1960) è un attore argentino, ha vinto il Premio Martín Fierro nel 2003 come miglior attore di commedia per il personaggio interpretato in Son amores.

## Carriera
Diventa conosciuto all'inizio degli anni '90 facendo parte della staff di Videomach, nel quale faceva imitazioni dei grandi personaggi dello spettacolo. Questa performance gli ha dato la possibilità nel 1998 di creare il programma Los Rodriguiez. 
Il suo primo ruolo da protagonista risale al 2002-2003 nella serie Son amores di Pol-ka Producciones, nel ruolo di Roberto Sanchez durante due stagioni ed una teatrale.
Nel 2004 è il protagonista di Los Roldán.
Nel 2006 è il  protagonista di El codigo Rodriguez e l'anno successivo di El Capo. 
Nel 2008 è il protagonista di Por amor a vos insieme a Claribel Medina per Pol-ka Producciones.
Nel 2010 è il co-protagonista di Alguien que me quiera insieme a Susú Pecoraro, Osvaldo Laport e Andrea del Boca. A luglio del 2010 lascia il cast. 
Nel 2014 partecipa a Tu cara me suena 2. 
Nel 2017-2018 interpreta Pedro nella serie Golpe al corazón.